# Ikuta Shungetsu

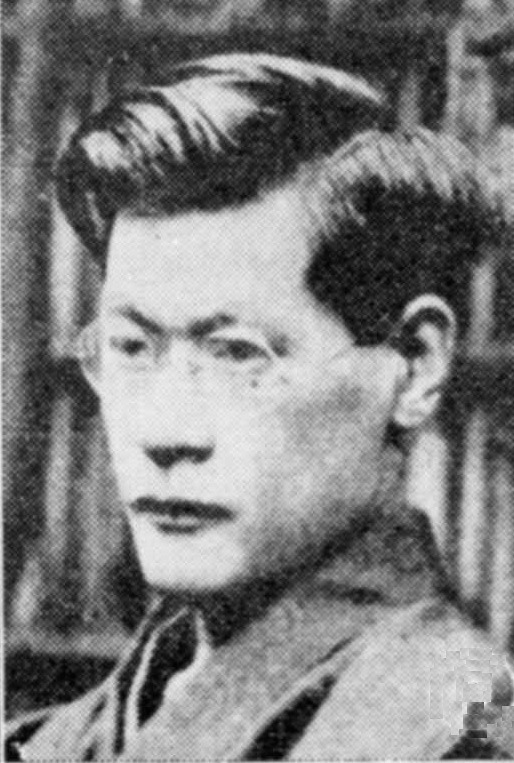
Ikuta Shungetsu

Ikuta Shungetsu (japanisch 生田 春月; geboren 12. März 1892 in der Präfektur Tottori; gestorben 19. Mai 1930 in der Seto-Inlandsee) war ein japanischer Dichter und Übersetzer. 

## Leben und Wirken
Ikuta Shungetsu besuchte die „Myōdō-jinjō-Grundschule“ (明道尋常小学校, Myōdō-jinjō shogakkō) und dann die  „Kakuban-Oberschule“ (角盤高等学校, Kakuban kōtō gakkō). Er veröffentlichte um diese Zeit Gedichte in einer Rundzeitschrift. Als 1904 sein Vater Bankrott machte, ging die Familie nach Korea und lebte dort unter großen Schwierigkeiten. Shungetsu ging 1891 nach Tokio zurück, studierte Literaturwissenschaft und lernte Deutsch. 1914 heiratete er Nishizaki Hanayo (西崎 花世; 1888–1970), eine Anhängerin der „Blaustrumpfbewegung“ (青踏同人, Aoto dōjin). 1917 veröffentlichte er „Rekon no aki“ (霊魂の秋) – „Herbst der Seelen“ und im Jahr darauf „Kanshō no haru“ (感傷の春) – „Sentimentaler Frühling“, womit er sich als Dichter etablierte. Es folgten zahlreiche weitere Gedichtbände, darunter 1930 „Shōchō no ika“ (象徴の烏賊) – „Symbolischer Tintenfisch“. Er schuf auch viele Übersetzungen wie z. B. die des  Gesamtwerks von Heine.
Ikuta führte jedoch ein schwieriges Leben und wurde von nihilistischen Ideen von Sakai Toshihiko und Ōsugi Sakae beeinflusst. Sein frühchristlicher reiner Stil änderte sich zu einem anarchistischen. Es heißt, dass seine angeborene sanfte Persönlichkeit ihm Schwierigkeiten bereitete. Vielleicht machte er sich auch Sorgen um eine Dreiecksbeziehung. Er beging im Alter von 38 Jahren Suizid, indem er von einem Dampfer sprang, der in der Inlandsee von Kōbe nach Beppu unterwegs war.